# ハイナーデ
ハイナーデ (ドイツ語: Heinade) は、ドイツ連邦共和国ニーダーザクセン州ホルツミンデン郡に属す町村（以下、本項では便宜上「町」と記述する）で、シュタットオルデンドルフを本部所在地とするザムトゲマインデ・エッシャースハウゼン＝シュタットオルデンドルフを構成する自治体の一つである。

## 地理

### 位置
ハイナーデは、ゾリング＝フォーグラー自然公園の東辺縁部、南東のダッセル市と西のホルツミンデン市との間に位置する。この町はゾリング山地の北、ホルツベルク（山）の南から南東、アムツベルゲ山地の西にあたる。イルメ川の北西の支流であるシュピュリヒバッハ川の水源地である。

### 自治体の構成
この町は以下の3地区からなる。
- ハイナーデ
- ヘレンタール
- メルクスハウゼン

## 歴史
ハイナーデの創設期、すなわち継続的な定住が始まった時期は明らかでない。地名は比較的早い時期に成立したことを暗示しているが、文献上の記録はかなり遅くなってから初めて現れる。Henede という村の最初の記録は 1272年になされている。この村は、Heinade と記述されることもあるが、Heinde（現在はバート・ザルツデトフルトの一部）とも関連づけられる。確実な記録は、1300年頃のホムブルクのレーエン台帳になされている。この村は、ここでは以後の文献と同じく Heina と記されている。語尾の -ade は、16世紀末から伝わっている。

## 行政

### 議会
ハイナーデの議会は 11議席からなる。

### 首長
名誉職の町長ゲルハルト・ロスは2011年11月6日に選出された。

## 経済と社会資本

### 交通
ハイナーデは、ダッセルからネーゲンボルンに至る州道580号線沿いに位置している。この道は町内で連邦道B64号線と交差する。メルクスハウゼンの中心部を、ヘレンタールに至る唯一の公道である郡道48号線が通っている。

## 引用
1. ↑  Landesamt für Statistik Niedersachsen, LSN-Online Regionaldatenbank, Tabelle A100001G: Fortschreibung des Bevölkerungsstandes, Stand 31. Dezember 2023
2. ↑  Kirstin Casemir und Uwe Ohainski: Die Ortsnamen des Landkreises Holzminden. Verlag für Regionalgeschichte, Bielefeld 2007. ISBN 978-3-89534-671-2, pp. 106 -